# Svensk Botanisk Tidskrift
Svensk Botanisk Tidskrift (abreviado Svensk Bot. Tidskr.) es una revista ilustrada con descripciones botánicas que es editada  en Suecia. Se publica desde el año 1907, con el nombre de Svensk Botanisk Tidskrift Utgifven af Svenska Botaniska Foreningen.